# Liste speläologischer Organisationen
Dies ist eine Liste speläologischer Organisationen

## International
Die Union Internationale de Spéléologie (UIS) ist der internationale Dachverband der Höhlenforscher, gegründet 1965.
Die Fédération Européenne Spéléologique (FSE) ist der europäische Dachverband der Höhlenforscher, gegründet 1990.

## Deutschland
Der Verband der deutschen Höhlen- und Karstforscher (VDHK) ist der Dachverband der deutschen Höhlenforscher. Mitglied sind die Landesverbände Hessen, Rheinland-Pfalz, Nordrhein-Westfalen, Baden-Württemberg, Bayern, Thüringen und „Nord“, sowie Regionalverbände, Institute und Vereine, unter anderem das Speläologische Institut des Umweltbundesamtes, die Höhlenrettung Baden-Württemberg und viele mehr.
Der Höhlenrettungsverbund Deutschland (HRVD) ist ein Arbeitskreis des VDHK in dem sich die Höhlenrettungen Deutschlands zusammengeschlossen haben.

## Österreich
Der Verband Österreichischer Höhlenforscher (VÖH) ist seit 1949 die Dachorganisation der höhlenkundlichen Organisationen Österreichs. Mit Stand 2016 umfasst der Verband 26 höhlenkundliche Vereine mit insgesamt mehr als 2500 Mitgliedern sowie 30 Schauhöhlen.
Die Österreichische Höhlenrettung ist die nationale Organisation für Höhlenrettung.

## Schweiz
Die Schweizerische Gesellschaft für Höhlenforschung (SGH) ist der Dachverband der Schweizer Höhlenforscher.
Speleo-Secours Schweiz ist die nationale Organisation für Höhlenrettung.

## Länder
| Organisation                                    | Kürzel | Land               | seit |
| ----------------------------------------------- | ------ | ------------------ | ---- |
| Schweizerische Gesellschaft für Höhlenforschung | SGH    | Schweiz            | 1939 |
| Verband der deutschen Höhlen- und Karstforscher | VDHK   | Deutschland        | 1955 |
| Verband Österreichischer Höhlenforscher         | VÖH    | Österreich         | 1949 |
| Sociedade Brasileira de Espeleologia            | SBE    | Brasilien          | 1969 |
| Hongmeigui                                      |        | China              |      |
| Fédération Française de Spéléologie             | FFS    | Frankreich         | 1963 |
| Speleological Union of Ireland                  | SUI    | Irland             |      |
| Circolo Speleologico Romano                     | CSR    | Italien            | 1904 |
| Federação Portuguesa de Espeleologia            | FPE    | Portugal           |      |
| Federación Española de Espeleología             |        | Spanien            |      |
| Cave Research Organisation                      | CROSA  | Südafrika          |      |
| Česká společnost speleologická                  |        | Tschechien         |      |
| National Speleological Society                  | NSS    | Vereinigte Staaten |      |
| Cave Research Foundation                        | CRF    | Vereinigte Staaten |      |